# 趙成
趙 成（ちょう せい、生没年不詳）は、中国春秋時代の晋の政治家。姓は嬴、氏は趙、諱は成、諡は景。趙景子あるいは趙景叔と呼ぶ。趙武（趙文子）の三男で、趙鞅（趙簡子）の父。

## 略歴
紀元前541年に父趙武が没した後、その後を継いで趙氏当主になるが、波乱万丈な経歴が伝わる前4代（趙衰（趙成子）・趙盾（趙宣子）・趙朔（趙荘子）・趙武）や後2代（趙鞅・趙無恤（趙襄子））と比べると逸話が大変乏しく、全体的な人物像は掴み辛くなっている。
だが、鋭い人物眼を持つ事で知られる正卿・中軍の将の韓起（韓宣子）の下で、すでに盛名を得ている先輩格の魏舒（魏献子）や士鞅（范献子）を抜いて次卿・中軍の佐にまで昇進している事から、能力については前4代・後2代に引けを取らない、守勢の人として趙氏を盛り立てたとも言えよう。
また、紀元前533年に晋と周の大夫による領地争いに端を発した晋と周の争乱を仲介して和解に持ち込むなど、父の趙武から調和の姿勢を受け継いでいる事が窺える。
死後、景を諡され、趙景子あるいは趙景叔と呼ばれる。